# Crozetulus rhodesiensis
Espèce
Crozetulus rhodesiensis est une espèce d'araignées aranéomorphes de la famille des Anapidae.

## Distribution
Cette espèce se rencontre au Zimbabwe, en Namibie et en Afrique du Sud. En Afrique du Sud, elle a été observée dans quatre provinces : le Cap-Occidental, le Limpopo, le Mpumalanga et le KwaZulu-Natal. Elle vit près des rivières et des lacs, au sein des roselières. L'espèce, non menacée, est présente dans plusieurs aires protégées telles que la Réserve naturelle De Hoop (en), le parc national des Bonteboks, le parc national de la Montagne de la Table et le parc national du Karoo.

## Description
La femelle holotype mesure 1,11 mm.
Le mâle décrit par Schütt en 2002 mesure 0,78 mm

## Étymologie
Son nom d'espèce, composé de rhodesi[e] et du suffixe latin -ensis, « qui vit dans, qui habite », lui a été donné en référence au lieu de sa découverte, la Rhodésie.

## Publication originale
- Brignoli, 1981 : New or interesting Anapidae (Arachnida, Araneae). Revue suisse de Zoologie, vol. 88, p. 109-134 (texte intégral).